# Sjoerdtsje Faber
Sjoerdtsje Faber (Warga, 6 mei 1915 – Oldeboorn, 29 oktober 1998) was een Nederlands langeafstandsschaatsster. In de Elfstedentocht van 1940 was ze de enige vrouw die de finish wist te bereiken.
Omdat vrouwen in de Elfstedentocht van 1940 waren uitgesloten van deelname aan de wedstrijd, startte ze tussen de toerrijders. Ze was een van de slechts 27 toerrijders die de tocht wisten te voltooien. Met ongeveer 13 uur deed ze er anderhalf uur langer over dan de vijf rijders die gezamenlijk als eerste over de streep gingen. Bij de Elfstedentocht van 1941 ontspon zich binnen de toertocht een strijd tussen Wopkje Kooistra en Faber om de eer de eerste vrouw te zijn. Faber moest uiteindelijk negentien minuten toegeven op haar dorpsgenoot uit Warga. In de Elfstedentocht van 1942 moesten zowel Kooistra als Faber een half uur toegeven op Antje Schaap.
Faber nam tevens deel aan de negende Elfstedentocht (1947) en elfde Elfstedentocht (1956). In 1954 was ze niet van de partij omdat ze zwanger was. Haar herhaaldelijke pleidooien om de wedstrijd open te stellen voor vrouwen vonden in haar actieve tijd geen gehoor bij het bestuur. Pas in 1985 mochten vrouwen deelnemen.
Sjoerdtsje Faber was vanaf 1953 getrouwd met veehouder Theun Venema (1915-2001) uit Oldeboorn. Ze overleed in 1998 op 83-jarige leeftijd.